# Lazare Ponticelli
Lazare Ponticelli (7 de diciembre de 1897 - 12 de marzo de 2008) fue el último veterano francés documentado de la Primera Guerra Mundial y el último poilu, o soldado de infantería, de sus trincheras. Nacido en Italia, se trasladó a Francia a los nueve años y mintió sobre su edad para unirse al ejército francés en 1914. Cuando se produjo la entrada de Italia en la Primera Guerra Mundial en 1915, fue sin embargo transferido a su ejército al haber descubierto las autoridades su verdadera edad. Tras la Primera Guerra Mundial, él y sus hermanos fundaron la compañía metalúrgica y de tuberías "Ponticelli Frères" ("Hermanos Ponticelli"), que sobrevivió gracias a la Segunda Guerra Mundial y que todavía existe.
En el momento de su muerte, Ponticelli era no solo el hombre más viejo nacido en Italia sino vivo en Francia. En sus últimos años, mantuvo una postura crítica sobre la guerra en general y tenía humildemente guardadas sus condecoraciones militares en una caja de zapatos. A pesar de considerar indigno para él el funeral de estado que le había ofrecido el gobierno francés, finalmente lo aceptó, aunque se interesó por el énfasis del cortejo para no sobresalir de lo común para cualquier soldado muerto en el campo de batalla.

## Primeros años
Ponticelli nació con el nombre de "Lazzare" en Groppo Ducale, una parroquia civil del pueblo de Bettola, provincia de Piacenza, al norte de Italia. Crecido en el pueblo de montaña de Cordiani, fue uno de los siete hijos de Jean y Philomena Ponticelli. Su padre trabajaba en los parques de atracciones y a veces como carpintero y zapatero remendón. Su madre cultivaba el pequeño terreno de la familia y, como muchas mujeres de la zona, se trasladaba tres veces al año al valle del Po para trabajar en sus campos de arroz. Cuando Lazare tenía dos años, su madre se marchó a Francia con el objeto de tener una mejor vida. Tras la inesperada muerte del padre y su hermano mayor, Peter, el resto de la familia se marchó a París, dejando a Lazare a cargo de sus vecinos.